# Johann Kazianka
Johann Kazianka (* 23. Juni 1897 in Weizelsdorf im Rosental, Gemeinde Feistritz im Rosental (Bistrica v Rožu); † 18. Dezember 1963 in Klagenfurt (Celovec)) war ein österreichischer Politiker (KPÖ). Kazianka war Abgeordneter zum Kärntner Landtag und Landesobmann der KPÖ-Kärnten. Er war Kärntner Slowene.

## Leben
Kazianka absolvierte in Ferlach eine Lehre in den Eisen- und Stahlwerken und begann nach 1920 mit dem Aufbau der KPÖ in Ferlach, wobei er selbst 1921 Mitglied der KPÖ geworden war. Er gehörte zudem seit den 1920er Jahren der Kärntner Arbeiterkammer an und verlas 1930 in der Arbeiterkammer Klagenfurt als Vertreter der KPÖ eine Denkschrift zur Frage der Kärntner Slowenen in slowenischer Sprache, woraufhin alle Delegierten den Saal verließen.
Kazianka engagierte sich in den 1930er Jahren im slowenischen Untergrund für die Kommunisten und wurde am 2. August 1931 von der jugoslawischen Grenzpolizei verhaftet, nachdem er versucht hatte, kommunistische Flugblätter nach Jugoslawien zu schmuggeln. Er wurde in der Folge zu vier Jahren Haft verurteilt und 1935 aus der Haft entlassen. Gegen seine Haft in Sremska Mitrovica protestierten neben anderen Gruppen auch die Ferlacher Stahlarbeiter. Während des Zweiten Weltkriegs wurde Kazianka in die deutsche Wehrmacht einberufen, entzog sich jedoch diesem Befehl und engagierte sich in der französischen und österreichischen Widerstandsbewegung. Er wurde verhaftet und in die Konzentrationslager Buchenwald und Mauthausen verschleppt.
Nach dem Ende des Zweiten Weltkriegs stieg Kazianka zum stellvertretenden Vorsitzenden des ÖGB auf und hatte zwischen 1945 und 1963 das Amt des Landesobmanns der KPÖ Kärnten inne. Zudem war er Mitglied des Zentralkomitees der KPÖ und vertrat die Partei zwischen 1945 und 1963 im Kärntner Landtag. Des Weiteren arbeitete er als Redakteur der Zeitung Volkswille und Gewerkschafter.